# Он снова здесь
«Он снова здесь» (нем. Er ist wieder da, англ. Look Who’s Back) — дебютная книга немецкого журналиста Тимура Вермеша. В оригинале книга вышла в 2012 году, продано более миллиона экземпляров. На русский и английский языки была переведена в 2014 году.
По книге был снят одноимённый фильм «Он снова здесь», премьера которого состоялась в 2015 году.

## Сюжет
В 2011 году на детской площадке берлинского двора приходит в себя Адольф Гитлер. Он не помнит, как попал в будущее и поначалу даже не осознает, что находится в другом времени. Ему непонятно, почему нет бомбёжек, его никто не узнаёт, а кругом полно мигрантов. Вскоре он замечает газетный киоск и обнаруживает, что на дворе XXI век. Временную крышу над головой ему обеспечивает работник киоска, принявший Гитлера за бездомного актёра. Вскоре Гитлера примечают продюсеры и делают из него звезду Youtube и телевидения.